# Наджафбейли, Мурад Низами оглы
Мурад Низами оглы Наджафбейли (азерб. Nəcəfbəyli Murad Nizami oğlu; род. Баку) — азербайджанский дипломат и государственный деятель.

## Биография
Родился в г. Баку. Окончил Дипломатическую академию МИД России.
С 1994 года работал в МИД Азербайджана. Являлся начальником договорно-правового департамента МИД Азербайджана.
6 января 2010 года присвоен ранг чрезвычайного и полномочного посла.
Посол Азербайджана в Швейцарии (6 января 2010 — 23 апреля 2012). Одновременно являлся послом Азербайджана в Лихтенштейне (23 февраля 2010 — 2 июля 2012). Также являлся представителем Азербайджана при ООН и других международных организациях (Женева) (15 января 2010 — 25 ноября 2015). 
Посол Азербайджана в Эстонии (12 января 2016 — 12 февраля 2021).
Глава секретариата Государственной комиссии по делимитации государственной границы между Азербайджаном и Арменией (с 12 апреля 2023).

## Награды
- Орден «За службу Отечеству» III степени (9 июля 2019, за плодотворную деятельность в органах дипломатической службы Азербайджанской Республики)[11]